# National Hockey League 2009/2010
National Hockey League 2009/2010 var den 92:a säsongen av National Hockey League, och den reguljära säsongen löpte från 1 oktober 2009 till 12 april 2010, följd av slutspel om Stanley Cup fram till 9 juni 2010. 15 till 28 februari 2010 pausades ligan för olympiska vinterspelen 2010 i Vancouver, Kanada. På grund av OS så spelades det ingen All Star-match denna säsongen.
Säsongen inleddes med fyra matcher i Europa, där Detroit Red Wings och St Louis Blues möttes två gånger i Globen, Stockholm och Chicago Blackhawks och Florida Panthers möttes två gånger i Hartwall Arena i Helsingfors.
Den 1 januari 2010 spelades för tredje året i rad en så kallad Winter Classic-match. Matchen spelas utomhus på en större arena, detta år var det Boston Bruins och Philadelphia Flyers som spelade på Fenway Park i Boston inför 38 112 åskådare. Boston vann matchen med 2-1 efter förlängning.
Henrik Sedin vann poängligan på 112 poäng (29 mål + 83 assist) och blev den andre svenske ishockeyspelaren som vunnit poängligan under grundserien efter Peter Forsberg.
NHL-draften 2009 hölls 26-27 juni i Bell Centre i Montréal.
I semifinalen mellan Philadelphia Flyers och Boston Bruins ledde Boston med 3-0 i matcher, men Philadelphia vände och vann matchserien med 4-3 och gick till vidare till Stanley Cup-final. Det var första gången sen säsongen 1974/1975 när New York Islanders vände ett 0-3 underläge till vinst i Stanley Cup-slutspelet och endast tredje gången totalt.
Onsdagen den 9 juni 2010 vann Chicago Blackhawks Stanley Cup för fjärde gången efter finalvinst mot Philadelphia Flyers med 4-2 i matcher. Det var Chicagos första Stanley Cup-seger på 49 år. Jonathan Toews blev samtidigt Chicagos yngste lagkapten att lyfta Stanley Cup-bucklan. Toews vann även Conn Smythe Trophy som slutspelet mest värdefulla spelare.
Slovaken Marián Hossa blev den här säsongen historisk som den förste spelaren i NHL:s historia som spelat final tre år i rad för tre olika klubbar. 2008 spelade han för Pittsburgh Penguins, 2009 för Detroit Red Wings och 2010 för Chicago Blackhawks.

## Grundserien

### Eastern Conference
| Nr | Eastern Conference    | SM | V  | F  | OTL | GM  | IM  | PTS |
| -- | --------------------- | -- | -- | -- | --- | --- | --- | --- |
| 1  | p–Washington Capitals | 82 | 54 | 16 | 12  | 318 | 233 | 120 |
| 2  | y–New Jersey Devils   | 82 | 48 | 27 | 7   | 222 | 191 | 103 |
| 3  | y–Buffalo Sabres      | 82 | 45 | 27 | 10  | 235 | 207 | 100 |
| 4  | x–Pittsburgh Penguins | 82 | 47 | 28 | 7   | 257 | 237 | 101 |
| 5  | x–Ottawa Senators     | 82 | 44 | 32 | 6   | 225 | 238 | 94  |
| 6  | x–Boston Bruins       | 82 | 39 | 30 | 13  | 206 | 200 | 91  |
| 7  | x-Philadelphia Flyers | 82 | 41 | 35 | 6   | 236 | 225 | 88  |
| 8  | x–Montreal Canadiens  | 82 | 39 | 33 | 10  | 217 | 223 | 88  |
|    |                       |    |    |    |     |     |     |     |
| 9  | e-New York Rangers    | 82 | 38 | 33 | 11  | 222 | 218 | 87  |
| 10 | e–Atlanta Thrashers   | 82 | 35 | 34 | 13  | 234 | 256 | 83  |
| 11 | e–Carolina Hurricanes | 82 | 35 | 37 | 10  | 230 | 256 | 80  |
| 12 | e–Tampa Bay Lightning | 82 | 34 | 36 | 12  | 217 | 260 | 80  |
| 13 | e–New York Islanders  | 82 | 34 | 37 | 11  | 222 | 264 | 79  |
| 14 | e–Florida Panthers    | 82 | 32 | 37 | 13  | 208 | 244 | 77  |
| 15 | e–Toronto Maple Leafs | 82 | 30 | 38 | 14  | 214 | 267 | 74  |

| Nr | Atlantic Division     | SM | V  | F  | OTL | GM  | IM  | PTS |
| -- | --------------------- | -- | -- | -- | --- | --- | --- | --- |
| 1  | y–New Jersey Devils   | 82 | 48 | 27 | 7   | 222 | 191 | 103 |
| 2  | x–Pittsburgh Penguins | 82 | 47 | 28 | 7   | 257 | 237 | 101 |
| 3  | x-Philadelphia Flyers | 82 | 41 | 35 | 6   | 236 | 225 | 88  |
| 4  | e-New York Rangers    | 82 | 38 | 33 | 11  | 222 | 218 | 87  |
| 5  | e–New York Islanders  | 82 | 34 | 37 | 11  | 222 | 264 | 79  |

| Nr | Northeast Division    | SM | V  | F  | OTL | GM  | IM  | PTS |
| -- | --------------------- | -- | -- | -- | --- | --- | --- | --- |
| 1  | y–Buffalo Sabres      | 82 | 45 | 27 | 10  | 235 | 207 | 100 |
| 2  | x–Ottawa Senators     | 82 | 44 | 32 | 6   | 225 | 238 | 94  |
| 3  | x-Boston Bruins       | 82 | 39 | 30 | 13  | 206 | 200 | 91  |
| 4  | x-Montreal Canadiens  | 82 | 39 | 33 | 10  | 217 | 223 | 88  |
| 5  | e–Toronto Maple Leafs | 82 | 30 | 38 | 14  | 214 | 263 | 74  |

| Nr | Southeast Division    | SM | V  | F  | OTL | GM  | IM  | PTS |
| -- | --------------------- | -- | -- | -- | --- | --- | --- | --- |
| 1  | p–Washington Capitals | 82 | 54 | 16 | 12  | 318 | 233 | 120 |
| 2  | e–Atlanta Thrashers   | 82 | 35 | 34 | 13  | 234 | 256 | 83  |
| 3  | e–Carolina Hurricanes | 82 | 35 | 37 | 10  | 230 | 256 | 80  |
| 4  | e–Tampa Bay Lightning | 82 | 34 | 36 | 12  | 217 | 260 | 80  |
| 5  | e–Florida Panthers    | 82 | 32 | 37 | 13  | 208 | 244 | 77  |

### Western Conference
|    | Western Conference      | SM | V  | F  | OTL | GM  | IN  | PTS |
| -- | ----------------------- | -- | -- | -- | --- | --- | --- | --- |
| 1  | z–San Jose Sharks       | 82 | 51 | 20 | 11  | 264 | 215 | 113 |
| 2  | y–Chicago Blackhawks    | 82 | 52 | 22 | 8   | 271 | 209 | 112 |
| 3  | y–Vancouver Canucks     | 82 | 49 | 28 | 5   | 272 | 222 | 103 |
| 4  | x–Phoenix Coyotes       | 82 | 50 | 25 | 7   | 225 | 202 | 107 |
| 5  | x–Detroit Red Wings     | 82 | 44 | 24 | 14  | 229 | 216 | 102 |
| 6  | x–Los Angeles Kings     | 82 | 46 | 27 | 9   | 241 | 219 | 101 |
| 7  | x–Nashville Predators   | 82 | 47 | 29 | 6   | 225 | 225 | 100 |
| 8  | x–Colorado Avalanche    | 82 | 43 | 30 | 9   | 244 | 233 | 95  |
|    |                         |    |    |    |     |     |     |     |
| 9  | e–St. Louis Blues       | 82 | 40 | 32 | 10  | 225 | 223 | 90  |
| 10 | e–Calgary Flames        | 82 | 40 | 32 | 10  | 204 | 210 | 90  |
| 11 | e–Anaheim Ducks         | 82 | 39 | 32 | 11  | 238 | 251 | 89  |
| 12 | e–Dallas Stars          | 82 | 37 | 31 | 14  | 237 | 254 | 88  |
| 13 | e–Minnesota Wild        | 82 | 38 | 36 | 8   | 219 | 246 | 84  |
| 14 | e–Columbus Blue Jackets | 82 | 32 | 35 | 15  | 216 | 259 | 79  |
| 15 | e–Edmonton Oilers       | 82 | 27 | 47 | 8   | 214 | 284 | 62  |

|   | Central Division        | SM | V  | F  | OTL | GM  | IN  | PTS |
| - | ----------------------- | -- | -- | -- | --- | --- | --- | --- |
| 1 | y–Chicago Blackhawks    | 82 | 52 | 22 | 8   | 271 | 209 | 112 |
| 2 | x–Detroit Red Wings     | 82 | 44 | 24 | 14  | 229 | 216 | 102 |
| 3 | x–Nashville Predators   | 82 | 47 | 29 | 6   | 225 | 225 | 100 |
| 4 | e–St. Louis Blues       | 82 | 40 | 32 | 10  | 225 | 223 | 90  |
| 5 | e–Columbus Blue Jackets | 82 | 32 | 35 | 15  | 216 | 259 | 79  |

|   | Northwest Division   | SM | V  | F  | OTL | GM  | IN  | PTS |
| - | -------------------- | -- | -- | -- | --- | --- | --- | --- |
| 1 | y–Vancouver Canucks  | 82 | 49 | 28 | 5   | 272 | 222 | 103 |
| 2 | x–Colorado Avalanche | 82 | 43 | 30 | 9   | 244 | 233 | 95  |
| 3 | e–Calgary Flames     | 82 | 40 | 32 | 10  | 204 | 210 | 90  |
| 4 | e–Minnesota Wild     | 82 | 38 | 36 | 8   | 219 | 246 | 84  |
| 5 | e–Edmonton Oilers    | 82 | 27 | 47 | 8   | 214 | 284 | 62  |

|   | Pacific Division    | SM | V  | F  | OTL | GM  | IN  | PTS |
| - | ------------------- | -- | -- | -- | --- | --- | --- | --- |
| 1 | z–San Jose Sharks   | 82 | 51 | 20 | 11  | 264 | 215 | 113 |
| 2 | x–Phoenix Coyotes   | 82 | 50 | 25 | 7   | 225 | 202 | 107 |
| 3 | x–Los Angeles Kings | 82 | 46 | 27 | 9   | 241 | 219 | 101 |
| 4 | e–Anaheim Ducks     | 82 | 39 | 32 | 11  | 238 | 251 | 89  |
| 5 | e–Dallas Stars      | 82 | 37 | 31 | 14  | 237 | 254 | 88  |

### Poängligan i grundserien
Uppdaterad efter avslutad grundserie[
Not: SM = Spelade matcher, M = Mål, A = Assists, Pts = Poäng, +/- = Plus/Minus, PIM = Utvisningsminuter
| Spelare            | Lag                 | SM | M  | A  | Pts | +/– | PIM |
| ------------------ | ------------------- | -- | -- | -- | --- | --- | --- |
| Henrik Sedin       | Vancouver Canucks   | 82 | 29 | 83 | 112 | +35 | 48  |
| Sidney Crosby      | Pittsburgh Penguins | 81 | 51 | 58 | 109 | +15 | 69  |
| Aleksandr Ovetjkin | Washington Capitals | 72 | 50 | 59 | 109 | +45 | 89  |
| Nicklas Bäckström  | Washington Capitals | 82 | 33 | 68 | 101 | +37 | 50  |
| Steven Stamkos     | Tampa Bay Lightning | 81 | 51 | 44 | 95  | -1  | 36  |
| Martin St. Louis   | Tampa Bay Lightning | 81 | 29 | 65 | 94  | -7  | 12  |
| Brad Richards      | Dallas Stars        | 79 | 24 | 67 | 91  | -11 | 14  |
| Joe Thornton       | San Jose Sharks     | 79 | 20 | 69 | 89  | +17 | 54  |
| Patrick Kane       | Chicago Blackhawks  | 82 | 30 | 58 | 88  | +16 | 20  |

### Målvaktsligan i grundserien
Uppdaterad efter avslutad grundserie[
Not: SM = Spelade matcher, TOI = Istid (minuter), V = Vinster, F = Förluster, OT = Övertidsförluster, IM = Insläppta mål, SO = Antalet matcher med noll insläppta mål, SV% = Räddningsprocent, GAA = I snitt insläppta mål per match
| Spelare          | Lag                | SM | TOI     | V  | F  | OT | IM  | SO | SV%  | GAA  |
| ---------------- | ------------------ | -- | ------- | -- | -- | -- | --- | -- | ---- | ---- |
| Tuukka Rask      | Boston Bruins      | 45 | 2562:11 | 22 | 12 | 5  | 84  | 5  | 93,1 | 1.97 |
| Ryan Miller      | Buffalo Sabres     | 69 | 4047:10 | 41 | 18 | 8  | 150 | 5  | 92,9 | 2.22 |
| Martin Brodeur   | New Jersey Devils  | 77 | 4499:01 | 45 | 25 | 6  | 168 | 9  | 91,6 | 2.24 |
| Antti Niemi      | Chicago Blackhawks | 39 | 2190:28 | 26 | 7  | 4  | 82  | 7  | 91,2 | 2.25 |
| Jimmy Howard     | Detroit Red Wings  | 63 | 3740:15 | 37 | 15 | 10 | 141 | 3  | 92,4 | 2.26 |
| Ilya Bryzgalov   | Phoenix Coyotes    | 69 | 4084:27 | 42 | 20 | 6  | 156 | 8  | 92,0 | 2.29 |
| Miikka Kiprusoff | Calgary Flames     | 73 | 4235:19 | 35 | 28 | 10 | 163 | 4  | 92,0 | 2.31 |
| Henrik Lundqvist | New York Rangers   | 73 | 4203:49 | 35 | 27 | 10 | 167 | 4  | 92,1 | 2.38 |
| Jaroslav Halak   | Montreal Canadiens | 45 | 2629:56 | 26 | 13 | 5  | 105 | 5  | 92,4 | 2.40 |
| Evgeni Nabokov   | San Jose Sharks    | 71 | 4194:07 | 44 | 16 | 10 | 170 | 3  | 92,2 | 2.43 |

## Slutspelet

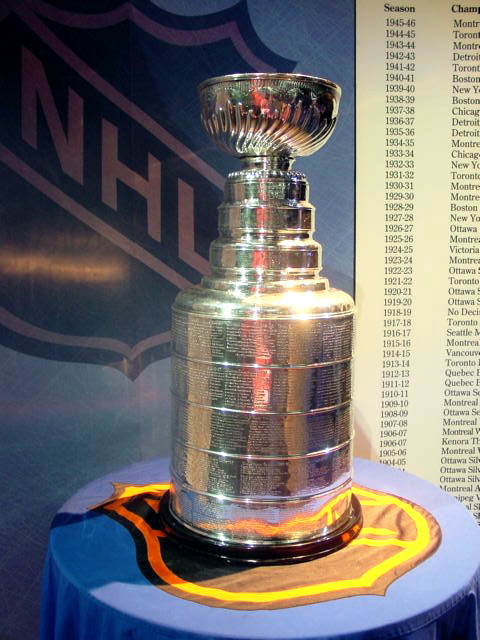
The Stanley Cup

16 lag gör upp om Stanley Cup. Samtliga matchserier avgörs i bäst av sju matcher.

### Slutspelsträd
|  | Kvartsfinaler inom konferensen | Kvartsfinaler inom konferensen        | Kvartsfinaler inom konferensen |   |                   | Semifinaler inom konferensen | Semifinaler inom konferensen | Semifinaler inom konferensen |                   |                   | Finaler inom konferensen | Finaler inom konferensen | Finaler inom konferensen |  |  | Stanley Cup-finalen | Stanley Cup-finalen | Stanley Cup-finalen |
|  |                                |                                       |                                |   |                   |                              |                              |                              |                   |                   |                          |                          |                          |  |  |                     |                     |                     |
|  | 1                              | Washington Capitals                   | 3                              |   |                   | 4                            | Pittsburgh Penguins          | 3                            |                   |                   |                          |                          |                          |  |  |                     |                     |                     |
|  | 8                              | Montreal Canadiens                    | 4                              |   |                   | 8                            | Montreal Canadiens           | 4                            |                   |                   |                          |                          |                          |  |  |                     |                     |                     |
|  |                                |                                       |                                |   |                   |                              |                              |                              |                   |                   |                          |                          |                          |  |  |                     |                     |                     |
|  | 2                              | New Jersey Devils                     | 1                              |   |                   |                              |                              |                              | Östra konferensen | Östra konferensen | Östra konferensen        | Östra konferensen        | Östra konferensen        |  |  |                     |                     |                     |
|  | 2                              | New Jersey Devils                     | 1                              |   |                   |                              |                              |                              | Östra konferensen | Östra konferensen | Östra konferensen        | Östra konferensen        | Östra konferensen        |  |  |                     |                     |                     |
|  | 7                              | Philadelphia Flyers                   | 4                              |   |                   |                              |                              |                              |                   |                   |                          |                          |                          |  |  |                     |                     |                     |
|  | 7                              | Philadelphia Flyers                   | 4                              |   |                   |                              |                              |                              |                   | 8                 | Montreal Canadiens       | 1                        |                          |  |  |                     |                     |                     |
|  |                                |                                       |                                |   |                   |                              |                              |                              |                   | 8                 | Montreal Canadiens       | 1                        |                          |  |  |                     |                     |                     |
|  |                                | 7                                     | Philadelphia Flyers            | 4 |                   |                              |                              |                              |                   |                   |                          |                          |                          |  |  |                     |                     |                     |
|  | 3                              | 7                                     | Philadelphia Flyers            | 4 | Buffalo Sabres    | 2                            |                              |                              |                   |                   |                          |                          |                          |  |  |                     |                     |                     |
|  | 3                              |                                       |                                |   | Buffalo Sabres    | 2                            |                              |                              |                   |                   |                          |                          |                          |  |  |                     |                     |                     |
|  | 6                              | Boston Bruins                         | 4                              |   |                   |                              |                              |                              |                   |                   |                          |                          |                          |  |  |                     |                     |                     |
|  | 6                              | Boston Bruins                         | 4                              |   |                   |                              |                              |                              |                   |                   |                          |                          |                          |  |  |                     |                     |                     |
|  |                                |                                       |                                |   |                   |                              |                              |                              |                   |                   |                          |                          |                          |  |  |                     |                     |                     |
|  |                                |                                       |                                |   |                   |                              |                              |                              |                   |                   |                          |                          |                          |  |  |                     |                     |                     |
|  | 4                              | Pittsburgh Penguins                   | 4                              |   | 6                 | Boston Bruins                | 3                            |                              |                   |                   |                          |                          |                          |  |  |                     |                     |                     |
|  | 4                              | Pittsburgh Penguins                   | 4                              |   | 6                 | Boston Bruins                | 3                            |                              |                   |                   |                          |                          |                          |  |  |                     |                     |                     |
|  | 5                              | Ottawa Senators                       | 2                              |   |                   | 7                            | Philadelphia Flyers          | 4                            |                   |                   |                          |                          |                          |  |  |                     |                     |                     |
|  | 5                              | Ottawa Senators                       | 2                              |   |                   |                              |                              |                              |                   | E7                | Philadelphia Flyers      | 2                        |                          |  |  |                     |                     |                     |
|  |                                | (Lagen omseedas efter kvartfinalerna) |                                |   |                   |                              |                              |                              |                   | E7                | Philadelphia Flyers      | 2                        |                          |  |  |                     |                     |                     |
|  |                                | W2                                    | Chicago Blackhawks             | 4 |                   |                              |                              |                              |                   |                   |                          |                          |                          |  |  |                     |                     |                     |
|  | 1                              | W2                                    | Chicago Blackhawks             | 4 | San Jose Sharks   | 4                            |                              |                              | 1                 | San Jose Sharks   | 4                        |                          |                          |  |  |                     |                     |                     |
|  | 1                              |                                       |                                |   | San Jose Sharks   | 4                            |                              |                              | 1                 | San Jose Sharks   | 4                        |                          |                          |  |  |                     |                     |                     |
|  | 8                              | Colorado Avalanche                    | 2                              |   |                   | 5                            | Detroit Red Wings            | 1                            |                   |                   |                          |                          |                          |  |  |                     |                     |                     |
|  | 8                              | Colorado Avalanche                    | 2                              |   |                   | 5                            | Detroit Red Wings            | 1                            |                   |                   |                          |                          |                          |  |  |                     |                     |                     |
|  |                                |                                       |                                |   |                   |                              |                              |                              |                   |                   |                          |                          |                          |  |  |                     |                     |                     |
|  | 2                              | Chicago Blackhawks                    | 4                              |   |                   |                              |                              |                              |                   |                   |                          |                          |                          |  |  |                     |                     |                     |
|  | 2                              | Chicago Blackhawks                    | 4                              |   |                   |                              |                              |                              |                   |                   |                          |                          |                          |  |  |                     |                     |                     |
|  | 7                              | Nashville Predators                   | 2                              |   |                   |                              |                              |                              |                   |                   |                          |                          |                          |  |  |                     |                     |                     |
|  | 7                              | Nashville Predators                   | 2                              |   |                   |                              |                              |                              | 1                 | San Jose Sharks   | 0                        |                          |                          |  |  |                     |                     |                     |
|  |                                |                                       |                                |   |                   |                              |                              |                              | 1                 | San Jose Sharks   | 0                        |                          |                          |  |  |                     |                     |                     |
|  |                                | 2                                     | Chicago Blackhawks             | 4 |                   |                              |                              |                              |                   |                   |                          |                          |                          |  |  |                     |                     |                     |
|  | 3                              | 2                                     | Chicago Blackhawks             | 4 | Vancouver Canucks | 4                            |                              |                              |                   |                   |                          |                          |                          |  |  |                     |                     |                     |
|  | 3                              |                                       |                                |   | Vancouver Canucks | 4                            |                              |                              |                   |                   |                          |                          |                          |  |  |                     |                     |                     |
|  | 6                              | Los Angeles Kings                     | 2                              |   |                   |                              |                              |                              |                   |                   | Västra konferensen       | Västra konferensen       | Västra konferensen       |  |  |                     |                     |                     |
|  | 6                              | Los Angeles Kings                     | 2                              |   |                   |                              |                              |                              |                   |                   | Västra konferensen       | Västra konferensen       | Västra konferensen       |  |  |                     |                     |                     |
|  |                                |                                       |                                |   |                   |                              |                              |                              |                   |                   |                          |                          |                          |  |  |                     |                     |                     |
|  | 4                              | Phoenix Coyotes                       | 3                              |   | 2                 | Chicago Blackhawks           | 4                            |                              |                   |                   |                          |                          |                          |  |  |                     |                     |                     |
|  | 4                              | Phoenix Coyotes                       | 3                              |   | 2                 | Chicago Blackhawks           | 4                            |                              |                   |                   |                          |                          |                          |  |  |                     |                     |                     |
|  | 5                              | Detroit Red Wings                     | 4                              |   |                   | 3                            | Vancouver Canucks            | 2                            |                   |                   |                          |                          |                          |  |  |                     |                     |                     |

### Kvartsfinalerna
Notera: Alla tider för matchstart är eastern time

### Poängligan i slutspelet
Uppdaterad efter avslutat slutspel
Not: SM = Spelade matcher, M = Mål, A = Assists, Pts = Poäng
| Spelare            | Lag                 | SM | M  | A  | Pts | +/- |
| ------------------ | ------------------- | -- | -- | -- | --- | --- |
| Daniel Brière      | Philadelphia Flyers | 23 | 12 | 18 | 30  | +9  |
| Jonathan Toews     | Chicago Blackhawks  | 22 | 7  | 22 | 29  | -1  |
| Patrick Kane       | Chicago Blackhawks  | 22 | 10 | 18 | 28  | -2  |
| Mike Richards      | Philadelphia Flyers | 23 | 7  | 16 | 23  | -1  |
| Patrick Sharp      | Chicago Blackhawks  | 22 | 11 | 11 | 22  | +10 |
| Claude Giroux      | Philadelphia Flyers | 23 | 10 | 11 | 21  | +7  |
| Ville Leino        | Philadelphia Flyers | 19 | 7  | 14 | 21  | +10 |
| Michael Cammalleri | Montreal Canadiens  | 19 | 13 | 6  | 19  | -6  |
| Sidney Crosby      | Pittsburgh Penguins | 13 | 6  | 13 | 19  | +6  |
| Johan Franzén      | Detroit Red Wings   | 12 | 6  | 12 | 18  | +8  |

### Målvaktsligan i slutspelet
Uppdaterad efter avslutat slutspel
Not: SM = Spelade matcher, V = Vinster, F = Förluster, SA = Skott emot sig, IM = Insläppta mål, GAA = I snitt insläppta mål per match, SV% = Räddningsprocent, SO = Antalet matcher med noll insläppta mål, TOI = Istid (minuter)
| Spelare          | Lag                 | SM | V  | F | SA  | IM | GAA  | SV%  | SO | TOI      |
| ---------------- | ------------------- | -- | -- | - | --- | -- | ---- | ---- | -- | -------- |
| Michael Leighton | Philadelphia Flyers | 14 | 8  | 3 | 371 | 31 | 2.46 | .916 | 3  | 757:13   |
| Brian Boucher    | Philadelphia Flyers | 12 | 6  | 6 | 298 | 27 | 2.47 | .909 | 1  | 655:37   |
| Jaroslav Halák   | Montreal Canadiens  | 18 | 9  | 9 | 562 | 43 | 2.55 | .923 | 0  | 1,013:24 |
| Jevgenij Nabokov | San Jose Sharks     | 15 | 8  | 7 | 407 | 38 | 2.56 | .907 | 1  | 889:51   |
| Tuukka Rask      | Boston Bruins       | 13 | 7  | 6 | 409 | 36 | 2.61 | .912 | 0  | 829:03   |
| Antti Niemi      | Chicago Blackhawks  | 22 | 16 | 6 | 645 | 58 | 2.63 | .910 | 2  | 1,321:51 |
| Jimmy Howard     | Detroit Red Wings   | 12 | 5  | 7 | 387 | 33 | 2.75 | .915 | 1  | 720:26   |

## NHL awards
| Pris                                  | Mottagare                                                                |
| ------------------------------------- | ------------------------------------------------------------------------ |
| Stanley Cup                           | Chicago Blackhawks                                                       |
| Presidents' Trophy                    | Washington Capitals                                                      |
| Prince of Wales Trophy                | Philadelphia Flyers                                                      |
| Clarence S. Campbell Bowl             | Chicago Blackhawks                                                       |
| Art Ross Trophy                       | Henrik Sedin (Vancouver Canucks)                                         |
| Bill Masterton Memorial Trophy        | Jose Theodore (Washington Capitals)                                      |
| Calder Memorial Trophy                | Tyler Myers (Buffalo Sabres)                                             |
| Conn Smythe Trophy                    | Jonathan Toews (Chicago Blackhawks)                                      |
| Frank J. Selke Trophy                 | Pavel Datsyuk (Detroit Red Wings)                                        |
| Hart Memorial Trophy                  | Henrik Sedin (Vancouver Canucks)                                         |
| Jack Adams Award                      | Dave Tippett (Phoenix Coyotes)                                           |
| James Norris Memorial Trophy          | Duncan Keith (Chicago Blackhawks)                                        |
| King Clancy Memorial Trophy           | Shane Doan (Phoenix Coyotes)                                             |
| Lady Byng Memorial Trophy             | Martin St. Louis (Tampa Bay Lightning)                                   |
| Ted Lindsay Award                     | Aleksandr Ovetjkin (Washington Capitals)                                 |
| Maurice "Rocket" Richard Trophy       | Sidney Crosby (Pittsburgh Penguins) Steven Stamkos (Tampa Bay Lightning) |
| NHL General Manager of the Year Award | Don Maloney (Phoenix Coyotes)                                            |
| NHL Plus/Minus Award                  | Jeff Schultz (Washington Capitals)                                       |
| Roger Crozier Saving Grace Award      | Tuukka Rask (Boston Bruins)                                              |
| Vezina Trophy                         | Ryan Miller (Buffalo Sabres)                                             |
| William M. Jennings Trophy            | Martin Brodeur (New Jersey Devils)                                       |
| Lester Patrick Trophy                 | ej bestämt                                                               |
| NHL Lifetime Achievement Award        | ej bestämt                                                               |

## All-Star
| Första laget                            | Position | Andra laget                           |
| --------------------------------------- | -------- | ------------------------------------- |
| Ryan Miller, Buffalo Sabres             | M        | Ilja Bryzgalov, Phoenix Coyotes       |
| Mike Green, Washington Capitals         | B        | Nicklas Lidström, Detroit Red Wings   |
| Duncan Keith, Chicago Blackhawks        | B        | Drew Doughty, Los Angeles Kings       |
| Henrik Sedin, Vancouver Canucks         | C        | Sidney Crosby, Pittsburgh Penguins    |
| Patrick Kane, Chicago Blackhawks        | HF       | Martin St. Louis, Tampa Bay Lightning |
| Aleksandr Ovetjkin, Washington Capitals | VF       | Daniel Sedin, Vancouver Canucks       |

## Svenskar i NHL under säsongen 2009-10
| Spelare            | Lag                   | SM | M  | A  | Pts | +/– | PIM |
| ------------------ | --------------------- | -- | -- | -- | --- | --- | --- |
| Henrik Sedin       | Vancouver Canucks     | 82 | 29 | 83 | 112 | +35 | 48  |
| Nicklas Bäckström  | Washington Capitals   | 82 | 33 | 68 | 101 | +37 | 50  |
| Daniel Sedin       | Vancouver Canucks     | 63 | 29 | 56 | 85  | +36 | 28  |
| Loui Eriksson      | Dallas Stars          | 82 | 29 | 42 | 71  | -4  | 26  |
| Daniel Alfredsson  | Ottawa Senators       | 70 | 20 | 51 | 71  | +8  | 22  |
| Henrik Zetterberg  | Detroit Red Wings     | 74 | 23 | 47 | 70  | +12 | 26  |
| Kristian Huselius  | Columbus Blue Jackets | 74 | 23 | 40 | 63  | -4  | 36  |
| Mikael Samuelsson  | Vancouver Canucks     | 74 | 30 | 23 | 53  | +10 | 64  |
| Patric Hörnqvist   | Nashville Predators   | 80 | 30 | 21 | 51  | +18 | 40  |
| Tobias Enström     | Atlanta Thrashers     | 82 | 6  | 44 | 50  | -5  | 30  |
| Nicklas Lidström   | Detroit Red Wings     | 82 | 9  | 40 | 49  | +22 | 24  |
| Tomas Holmström    | Detroit Red Wings     | 68 | 25 | 20 | 45  | +5  | 60  |
| Nicklas Bergfors   | Atlanta Thrashers     | 81 | 21 | 23 | 44  | -10 | 10  |
| Alexander Edler    | Vancouver Canucks     | 76 | 5  | 37 | 42  | 0   | 40  |
| Anton Strålman     | Columbus Blue Jackets | 73 | 6  | 28 | 34  | -17 | 37  |
| Patrik Berglund    | St. Louis Blues       | 71 | 13 | 13 | 26  | -5  | 16  |
| Erik Karlsson      | Ottawa Senators       | 60 | 5  | 21 | 26  | -5  | 24  |
| Niklas Kronwall    | Detroit Red Wings     | 48 | 7  | 15 | 22  | +5  | 32  |
| Johan Franzen      | Detroit Red Wings     | 27 | 10 | 11 | 21  | +1  | 22  |
| Henrik Tallinder   | Buffalo Sabres        | 82 | 4  | 16 | 20  | +13 | 32  |
| Victor Hedman      | Tampa Bay Lightning   | 74 | 4  | 16 | 20  | -3  | 79  |
| Kim Johnsson       | Minnesota Wild        | 60 | 7  | 10 | 17  | +10 | 30  |
| Doug Murray        | San Jose Sharks       | 79 | 4  | 13 | 17  | +3  | 66  |
| Niklas Hjalmarsson | Chicago Blackhawks    | 77 | 2  | 15 | 17  | +9  | 20  |
| Samuel Påhlsson    | Columbus Blue Jackets | 79 | 3  | 13 | 16  | -9  | 32  |
| Tom Wandell        | Dallas Stars          | 50 | 5  | 10 | 15  | +2  | 14  |
| Carl Gunnarsson    | Toronto Maple Leafs   | 43 | 3  | 12 | 15  | +8  | 10  |
| Viktor Stålberg    | Toronto Maple Leafs   | 40 | 9  | 5  | 14  | -13 | 30  |
| Jonathan Ericsson  | Detroit Red Wings     | 62 | 4  | 9  | 13  | -15 | 44  |
| Johnny Oduya       | Atlanta Thrashers     | 67 | 3  | 10 | 13  | +8  | 30  |
| Mattias Öhlund     | Tampa Bay Lightning   | 67 | 0  | 13 | 13  | -8  | 59  |
| Fredrik Modin      | Los Angeles Kings     | 44 | 5  | 6  | 11  | -8  | 26  |
| Fredrik Sjöström   | Toronto Maple Leafs   | 65 | 3  | 8  | 11  | -2  | 12  |
| Fabian Brunnström  | Dallas Stars          | 44 | 2  | 9  | 11  | -3  | 10  |
| Mikael Backlund    | Calgary Flames        | 23 | 1  | 9  | 10  | +5  | 6   |
| Rickard Wallin     | Toronto Maple Leafs   | 60 | 2  | 7  | 9   | -7  | 20  |
| Oscar Möller       | Los Angeles Kings     | 34 | 4  | 3  | 7   | -6  | 4   |
| Niklas Grossman    | Dallas Stars          | 71 | 0  | 7  | 7   | -3  | 32  |
| Niclas Wallin      | San Jose Sharks       | 70 | 0  | 7  | 7   | -5  | 49  |
| Anders Eriksson    | Phoenix Coyotes       | 20 | 0  | 5  | 5   | +2  | 2   |
| Andreas Thuresson  | Nashville Predators   | 22 | 1  | 2  | 3   | -5  | 4   |
| Staffan Kronwall   | Calgary Flames        | 11 | 1  | 2  | 3   | -1  | 2   |
| Andreas Lilja      | Detroit Red Wings     | 20 | 1  | 1  | 2   | -2  | 4   |
| Jonas Junland      | St. Louis Blues       | 3  | 0  | 2  | 2   | -3  | 0   |
| Mattias Ritola     | Detroit Red Wings     | 5  | 0  | 0  | 0   | 0   | 0   |
| Johan Motin        | Edmonton Oilers       | 1  | 0  | 0  | 0   | -1  | 0   |

## Svenska NHL Målvakter under säsongen 2009-10
| Spelare          | Lag                 | SM | TOI     | V  | F  | OT | SO | SV%  | GAA  |
| ---------------- | ------------------- | -- | ------- | -- | -- | -- | -- | ---- | ---- |
| Henrik Lundqvist | New York Rangers    | 73 | 4203:49 | 35 | 27 | 10 | 4  | 92,1 | 2.38 |
| Johan Hedberg    | Atlanta Thrashers   | 47 | 2631:57 | 21 | 16 | 6  | 3  | 91,5 | 2.62 |
| Jonas Gustavsson | Toronto Maple Leafs | 42 | 2339:36 | 16 | 15 | 9  | 1  | 90,2 | 2.87 |
| Erik Ersberg     | Los Angeles Kings   | 11 | 551:01  | 4  | 3  | 2  | 0  | 90,6 | 2.40 |
| Jhonas Enroth    | Buffalo Sabres      | 1  | 58:18   | 0  | 1  | 0  | 0  | 89,2 | 4.14 |
| Johan Backlund   | Philadelphia Flyers | 1  | 40:00   | 0  | 1  | 0  | 0  | 91,7 | 3.00 |

## Debutanter
Kända debutanter under säsongen:
- Matt Duchene, Colorado Avalanche
- Victor Hedman, Tampa Bay Lightning
- Erik Karlsson, Ottawa Senators
- Tyler Myers, Buffalo Sabres
- John Tavares, New York Islanders

## Sista matchen i NHL
Bland de spelare som gjorde sin sista säsong i NHL fanns bland annat:
- Rob Blake, San Jose Sharks [8]
- Rod Brind'Amour, Carolina Hurricanes [9]
- Chris Chelios, Atlanta Thrashers [10]
- Bill Guerin, Pittsburgh Penguins[11]
- Jere Lehtinen, Dallas Stars [12]
- Kirk Maltby, Detroit Red Wings
- Scott Niedermayer, Anaheim Ducks [13]
- Darryl Sydor, St Louis Blues [14]
- Keith Tkachuk, St Louis Blues [15]